# 沢田館
沢田館（さわだだて）は、青森県十和田市沢田にあった日本の城。

## 概要
沢田館は陸奥国糠部郡沢田村に所在し、奥入瀬川右岸の沢田集落の南西の丘陵地に位置した。東西約100メートル×南北約100メートル、東・北・西側の3面に土塁を伴う空堀が巡り、南面は急崖となって沢に落ちる。
築城時期は不明。中世から近世初期の平城で、沢田（恵比奈）氏の居館。沢田氏は天正19年（1591年）の九戸政実の乱の時には三戸の南部信直に味方した。
天正20年（1592年）の『諸城破却書上』には、「沢田 平城 破 恵比奈左近 持分」とあるが破却を免がれ、慶長3年（1598年）の『館持支配書』には「沢田館 1300石 沢田助三郎（定兼）」とある。
寛永4年（1627年）、沢田定兼が盛岡城勤めとなり当地を離れると、甥の目時正宗が継承し目時氏の居館となった。
当館西方4キロメートルに奥瀬氏一族あるいは畠山氏一族の居館とも伝えられる芦名沢館（十和田市沢田字芦名沢）が残されている。